# 暹岗站
暹岗站（「暹」）是廣州地鐵六號線的一個車站，位於中国广东省廣州市黃埔區科学城开创大道科學大道口。2016年12月28日随六号线二期开通而啟用。

## 车站結構

### 車站樓層
本站共有兩層。地面為開創大道、科學大道、暹崗村及其它建築。地下一層為站廳；地下二層為6號線月台。
值得一提的是，本站车站色系为緋紅色，是6号线二期车站中没有使用灰綠色作为色系的车站之一。
| 地下一层 | 站廳               | 售票機、客服中心、警务室、母婴室、安检设施 |  |  |
| 地下二层 | 2 站台             | █6号线 潯峰崗方向（下站：金峰）            |  |  |
|          | 岛式站台（卫生间） |                                            |  |  |
|          | 1 站台             | █6号线 香雪方向（下站：苏元）              |  |  |

### 站厅

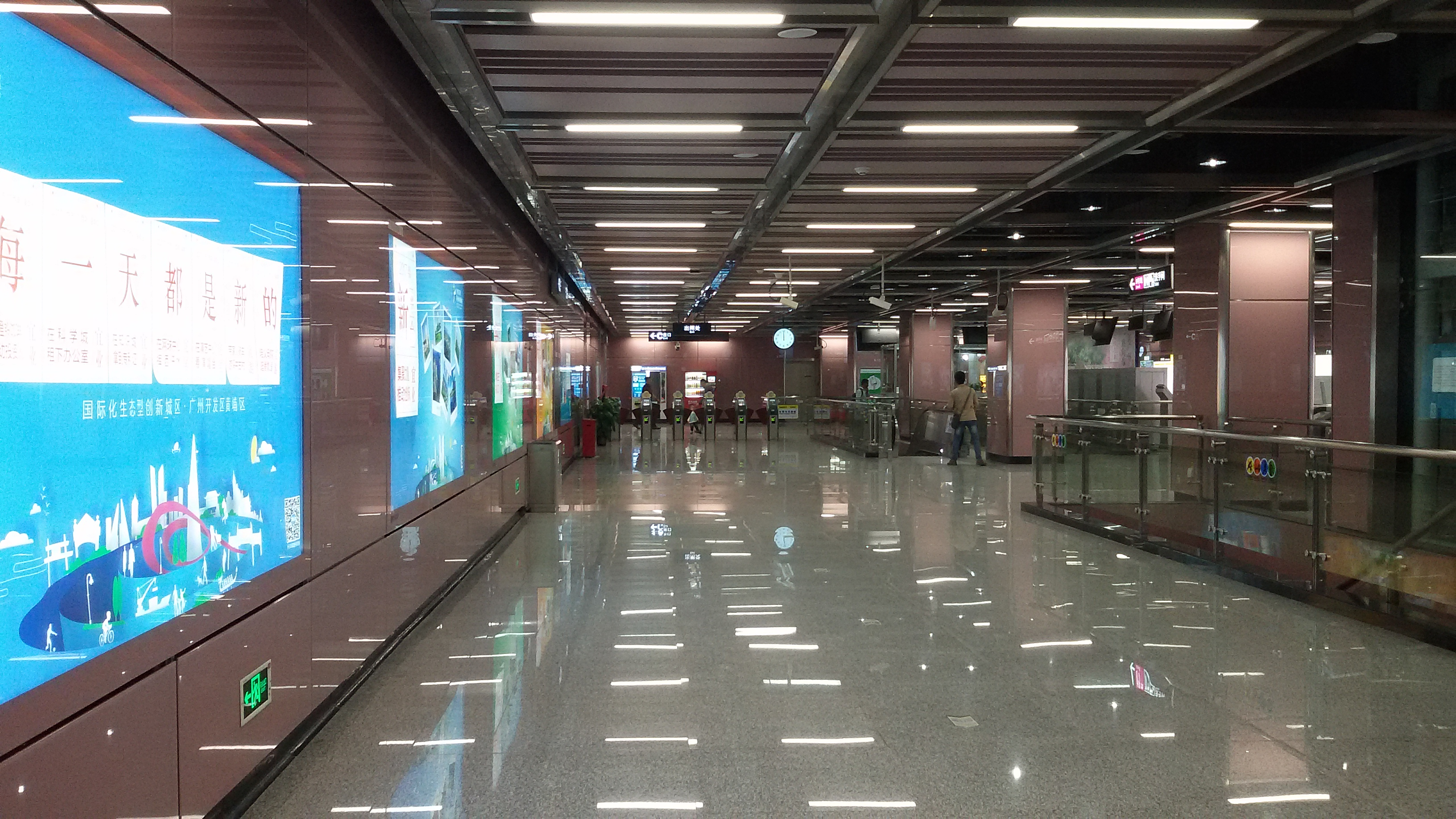
站厅

暹岗站站厅設有售票機、自动售卡/充值机、客務中心和面包糕饼店、自动照相机、自动贩卖机等设施。本站的母婴室设于站厅付费区内。
为方便行人进出，站厅东侧被划分为收费区，收费区内设有三台扶手电梯、两组楼梯和一台专用电梯供乘客来往于站厅及月台层。

### 月台
本站設有一個島式月台，位於開創大道的地底。
另外，本站的卫生间设于月台处往浔峰岗方向的一端。

2号月台全景图

### 出入口
暹岗站现时共设有4个出入口；当中位于科学大道北侧的A口于2022年5月10日开通。
|                                           |                                                       |      |          |                                                                          |
| 編號                                      | 设施                                                  | 照片 | 出口指示 | 建議前往的目的地                                                         |
| A                                         | 盲道标志 · 无障碍通道标志 · 升降机标志 · 扶手电梯标志 |      | 科学大道 | 揽月路、映日路、开创大道、映日路东公交车站、科学大道（映日路口）公交车站 |
| B                                         | 盲道标志 · 扶手电梯标志                               |      | 科学大道 | 揽月路、映日路、开创大道、地铁暹岗站公交车站（东行）、暹岗村口公交车站   |
| C                                         | 扶手电梯标志                                          |      | 开创大道 | 广州市东升医院、广州市老年病康复医院、地铁暹岗站公交车站（西行①号分站）  |
| D                                         | 盲道标志 · 无障碍通道标志 · 升降机标志 · 扶手电梯标志 |      | 开创大道 | 地铁暹岗站公交车站（西行②号分站）                                        |
| 註： 設有 \| 設有 \| 設有 \| 設有扶手電梯 |                                                       |      |          |                                                                          |

## 接駁交通
本站附近设有地铁暹岗站、映日路东站、暹岗村西站等公交车站。
| 巴士（地铁暹岗村站） \| 编号 \| 编号 \| 线路 \| 线路 \| 线路 \| 收费 \| 备注 \| \| ---- \| ------------------- \| ------------------------ \| --------------------- \| --------------------- \| --------------------- \| --------------------- \| \| \| 324 \| 黄埔体育中心 \| ⇆ \| 联和（惠联路） \| 3元 \| \| \| \| 333 \| 大观路北（大观湿地公园） \| ⇆ \| 科学城南部公交场 \| 2元 \| 30分/班 \| \| \| 349 \| 保利爱特城 \| ⇆ \| 开创大道（万科城） \| 3元 \| \| \| \| 371 \| 科学城彩频路 \| ⇆ \| 创盈路西 \| 3元 \| 30–60分/班 \| \| \| 371A \| 已于2024年8月24日停办 \| 已于2024年8月24日停办 \| 已于2024年8月24日停办 \| 已于2024年8月24日停办 \| 已于2024年8月24日停办 \| \| \| 395 \| 已于2025年3月1日停办 \| 已于2025年3月1日停办 \| 已于2025年3月1日停办 \| 已于2025年3月1日停办 \| 已于2025年3月1日停办 \| \| \| 573 \| 黄埔低空经济创新中心 \| ⇆ \| 家和天曜 \| 2元 \| \| \| \| 573快线 \| 穗港码头 \| ⇆ \| 开创大道（万科城） \| 3元 \| \| \| \| 945 \| 开创大道（万科城） \| ⇆ \| 地铁大沙地站 \| 2元 \| \| \| \| 946 \| 广汕路（科景路口） \| ⇆ \| 南岗 \| 2元 \| \| \| \| 科学城3号交通专线K3 \| 广东国防教育基地 \| ↻ \| 萝岗行政执法综合楼 \| 2元 \| \| \| \| 夜51 \| 车陂 \| ⇆ \| 萝岗香雪（梅花世界） \| 4元 \| 574路附属线路 \| \| \| 夜81 \| 车陂 \| ⇆ \| 广汕路（科景路口） \| 3元 \| 945路附属线路 \| |                     |                          |                       |                       |                       |                       |
| 编号 | 编号                | 线路                     | 线路                  | 线路                  | 收费                  | 备注                  |
| | 324                 | 黄埔体育中心             | ⇆                     | 联和（惠联路）        | 3元                   |                       |
| | 333                 | 大观路北（大观湿地公园） | ⇆                     | 科学城南部公交场      | 2元                   | 30分/班               |
| | 349                 | 保利爱特城               | ⇆                     | 开创大道（万科城）    | 3元                   |                       |
| | 371                 | 科学城彩频路             | ⇆                     | 创盈路西              | 3元                   | 30–60分/班            |
| | 371A                | 已于2024年8月24日停办    | 已于2024年8月24日停办 | 已于2024年8月24日停办 | 已于2024年8月24日停办 | 已于2024年8月24日停办 |
| | 395                 | 已于2025年3月1日停办     | 已于2025年3月1日停办  | 已于2025年3月1日停办  | 已于2025年3月1日停办  | 已于2025年3月1日停办  |
| | 573                 | 黄埔低空经济创新中心     | ⇆                     | 家和天曜              | 2元                   |                       |
| | 573快线             | 穗港码头                 | ⇆                     | 开创大道（万科城）    | 3元                   |                       |
| | 945                 | 开创大道（万科城）       | ⇆                     | 地铁大沙地站          | 2元                   |                       |
| | 946                 | 广汕路（科景路口）       | ⇆                     | 南岗                  | 2元                   |                       |
| | 科学城3号交通专线K3 | 广东国防教育基地         | ↻                     | 萝岗行政执法综合楼    | 2元                   |                       |
| | 夜51                | 车陂                     | ⇆                     | 萝岗香雪（梅花世界）  | 4元                   | 574路附属线路         |
| | 夜81                | 车陂                     | ⇆                     | 广汕路（科景路口）    | 3元                   | 945路附属线路         |

## 利用状况
暹岗站周边为广州科学城和暹岗村，因此大部份使用車站進出的乘客都是暹岗村村民或在科学城东部一带工作的員工。
二十一號線剩餘段通車前，因本站距离广州科学城较近，吸引了一部分科学城东部一带的员工乘搭地铁来往市区各地，故早上和下午的繁忙时间会有许多乘客在此站出入闸。

## 历史
2006年，蘿崗區選擇直接通往廣州市區的6號線來連接蘿崗中心區，規劃6號線二期從高塘石站大幅延伸進入蘿崗區內。後來本站成為6號線二期的其中一個車站，設於現時位置，並因車站位於廣州科學城東部，而被命名為科學城東站。2011年9月，廣州市民政局公示6號線蘿崗段初定站名，本站更名為暹崗站。
2011年6月17日，6號線二期工程正式開工建造。本站主體結構經已在2013年11月初完工封頂。
2016年12月28日，本站随6号线二期开通而启用。
2020年6月，广州地铁为本站A口进行招标。2022年5月10日，A口开通。该出入口位于科学大道北侧，开通后本站实现在马路每侧均设有出入口。